# Suveica
Suveica (węg. Szövérd) – wieś w Rumunii, w okręgu Marusza, w gminie Acățari. W 2011 roku liczyła 232 mieszkańców.